# If You Can Dream
If You Can Dream (Se puoi sognar) è la prima canzone ideata appositamente per il franchise Principesse Disney. È stata scritta, prodotta e arrangiata da Robbie Buchanan e Jay Landers, e pubblicata per la prima volta nell'album Disney Princess: The Ultimate Song Collection.

## Interpreti
- Susan Stevens Logan = Biancaneve e Cenerentola[2]
- Christie Houser = Aurora[2]
- Jodi Benson = Ariel[2]
- Paige O'Hara = Belle[2]
- Judy Kuhn = Pocahontas[2]
- Lea Salonga = Jasmine e Mulan[2]

## Il video
Il videoclip della canzone è un "collage" dei film Biancaneve e i sette nani, Cenerentola, La bella addormentata nel bosco, La sirenetta, La bella e la bestia, Aladdin, Pocahontas e Mulan.

## Versione alternativa
Nello show sul ghiaccio Princess Wishes Disney, il verso "The colors of the wind will lead my heart right back to you" (Mio cuor è pitturare con il vento i suoi color) è stato cambiato in "The music of romance will lead my heart right back to you" (Mio cuor è pitturare con musica i suoi color), poiché non appare Pocahontas.